# هوندا تي 360
هوندا تي 360 (بالإنجليزية: Honda T360)‏ هي سيارة من طراز شاحنة صغيرة [الإنجليزية] من تصنيع شركة هوندا موتورز اليابانية. بدأ تصنيعها لأول مرة سنة 1963. وهي ذات تصميم جديد اعتمد عليه لاحقاً في سيارة هوندا تي إن 360.

## وصلات خارجية
- ThisOldHonda.org T360